# Onthophagus peninsulocupreus
Onthophagus peninsulocupreus es una especie de insecto del género Onthophagus, familia Scarabaeidae, orden Coleoptera.

Fue descrita científicamente por Krikken & Huijbregts en 2009.